# 서울동부보호관찰소
서울동부보호관찰소(서울東部保護觀察所)는 법원으로부터 보호관찰을 조건으로 가석방된 사람들에 대하여 보호관찰을 실시하고, 사회봉사 및 수강명령 등을 통해 범죄예방 및 건전한 사회복귀를 지원하여 국민의 안전한 생활을 보호하기 위하여 설립된 대한민국 법무부 범죄예방정책국 소속기관이다. 서울동부보호관찰소장은 서기관으로 보한다. 서울특별시 송파구 오금로 509에 위치하고 있다.

## 연혁
- 2005년 1월 17일 서울보호관찰소동부지소 개청
- 2007년 7월 23일 서울동부보호관찰소 본소 승격

## 관할 구역
- 성동구
- 광진구
- 강동구
- 송파구